# Кийаварийу

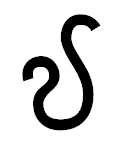

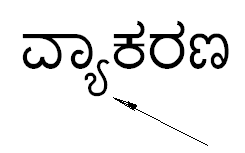
Киййаварийу в слове вьякарана

Киййаварийу, йаотту — лигатурный вариант написания буквы йакараву ( ಯ ) в письменности каннада. Знак пишется подстрочно.
Примеры:
- ರಷ್ಯಾ — Рашйа (Россия), ವ್ಯಾಟಿಕನ್ — Вйатикан (Ватикан)

Подписная "йо" в каннада, телугу и кхмерском:

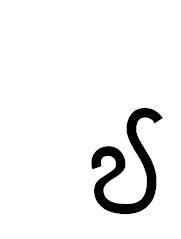
Кийаварийу (каннада)
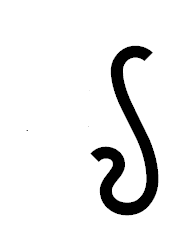
Кийапади (телугу)
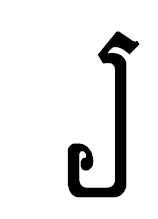
Тьенг йо (кхмерский)